# Regine Heitzer
Regine Heitzer (Vienna, 16 febbraio 1944) è un'ex pattinatrice artistica su ghiaccio austriaca.

## Palmarès
| Internazionali            | Internazionali | Internazionali | Internazionali | Internazionali | Internazionali | Internazionali | Internazionali | Internazionali | Internazionali |
| Evento                    | 1958           | 1959           | 1960           | 1961           | 1962           | 1963           | 1964           | 1965           | 1966           |
| ------------------------- | -------------- | -------------- | -------------- | -------------- | -------------- | -------------- | -------------- | -------------- | -------------- |
| Giochi olimpici invernali |                |                | 7°             |                |                |                | 2°             |                |                |
| Campionati mondiali       | 12°            | 7°             | 4°             |                | 3°             | 2°             | 2°             | 2°             |                |
| Campionati europei        | 8°             | 5°             | 2°             | 2°             | 2°             | 3°             | 2°             | 1°             | 1°             |
| Nazionali                 |                |                |                |                |                |                |                |                |                |
| Campionati austriaci      |                |                | 1°             | 1°             | 1°             | 1°             | 1°             | 1°             | 1°             |